# Revolución por minuto

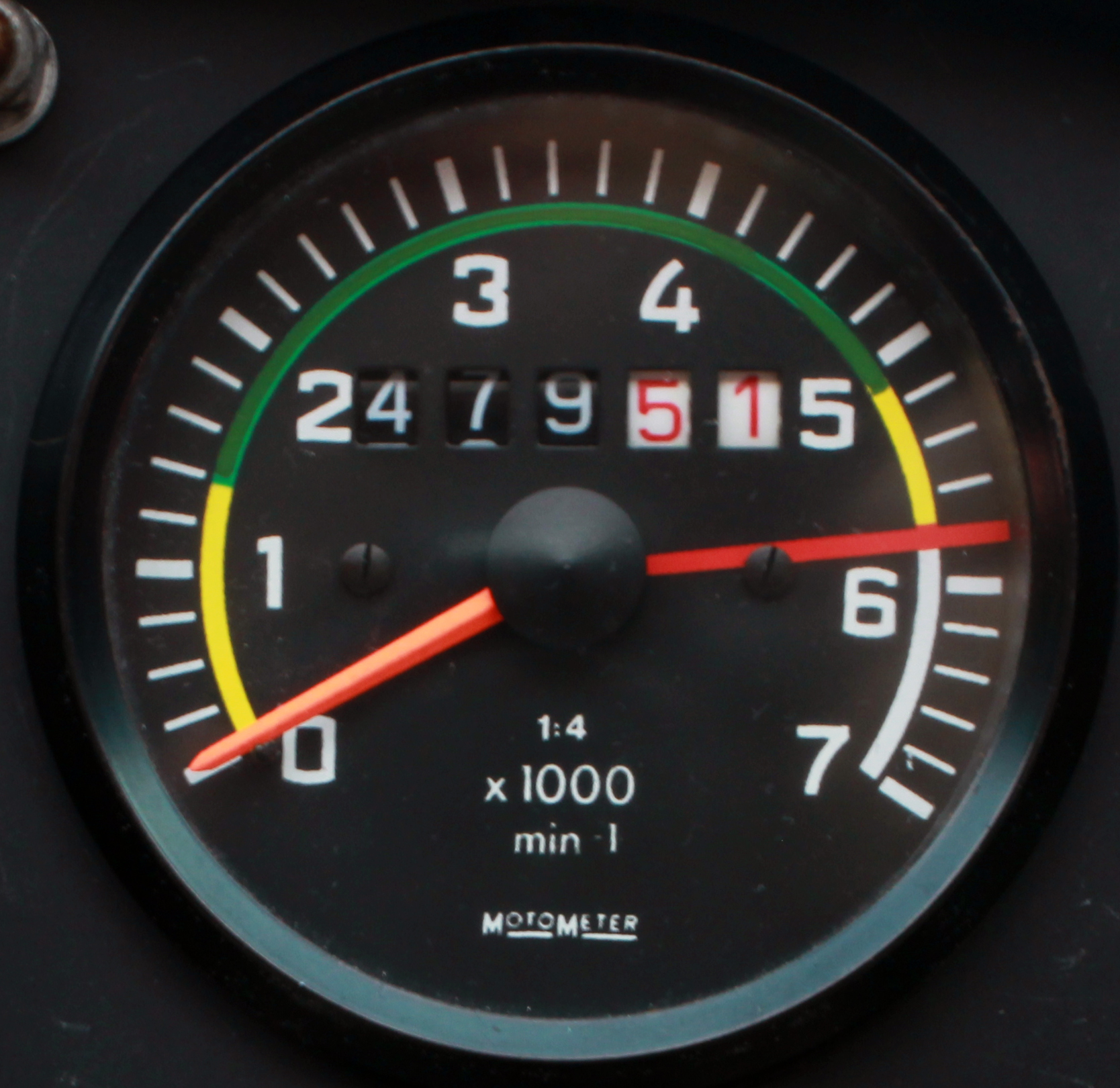
Tacómetro con indicador de horas de vuelo de un M&D Flugzeugbau Samburo. Utiliza como símbolo «min^{-1}».

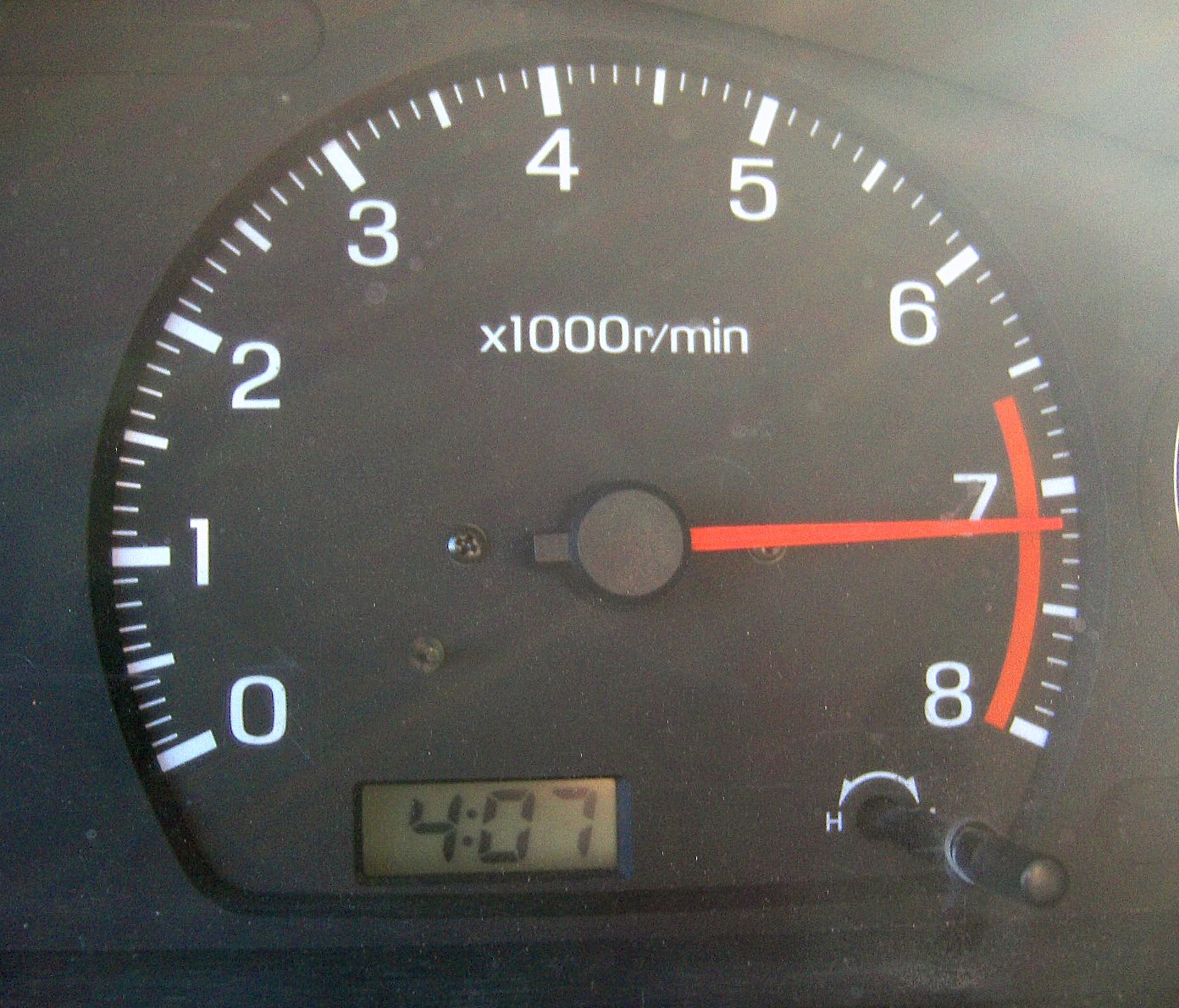
Tacómetro de un motor GA16-DE de un Nissan Sunny N14 marcando la velocidad de corte de inyección. Utiliza como símbolo «r/min».

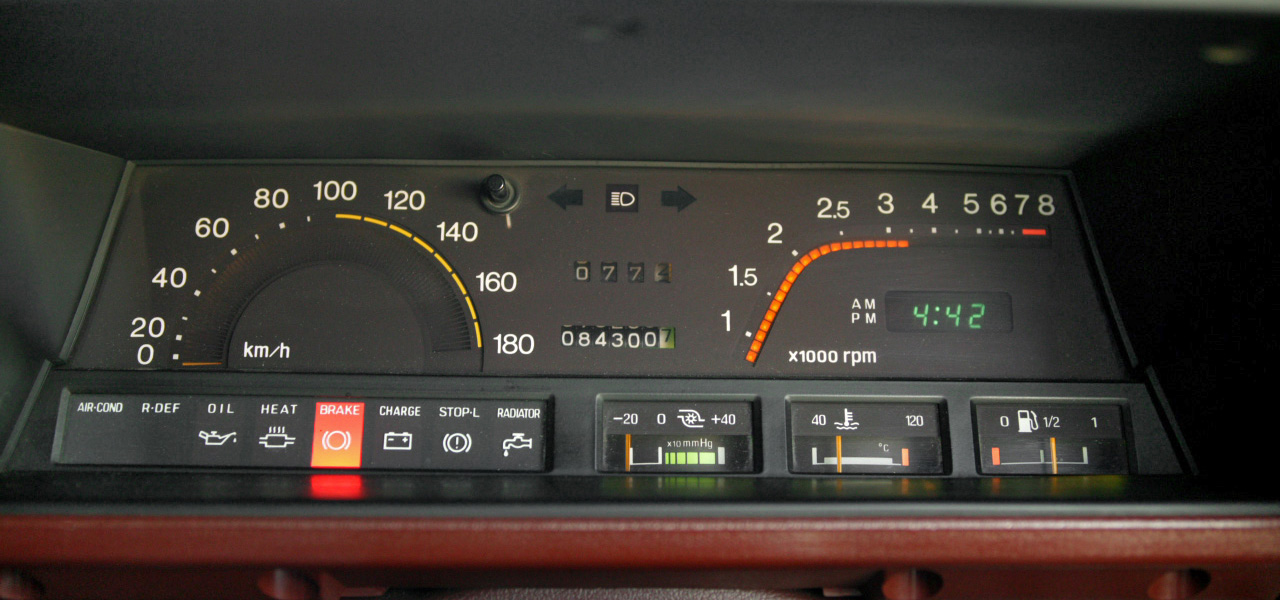
Panel de instrumentos de un Mazda Cosmo (3.ª generación, producido entre los años 1981 y 1989). Utiliza como símbolo del régimen de giro «rpm».

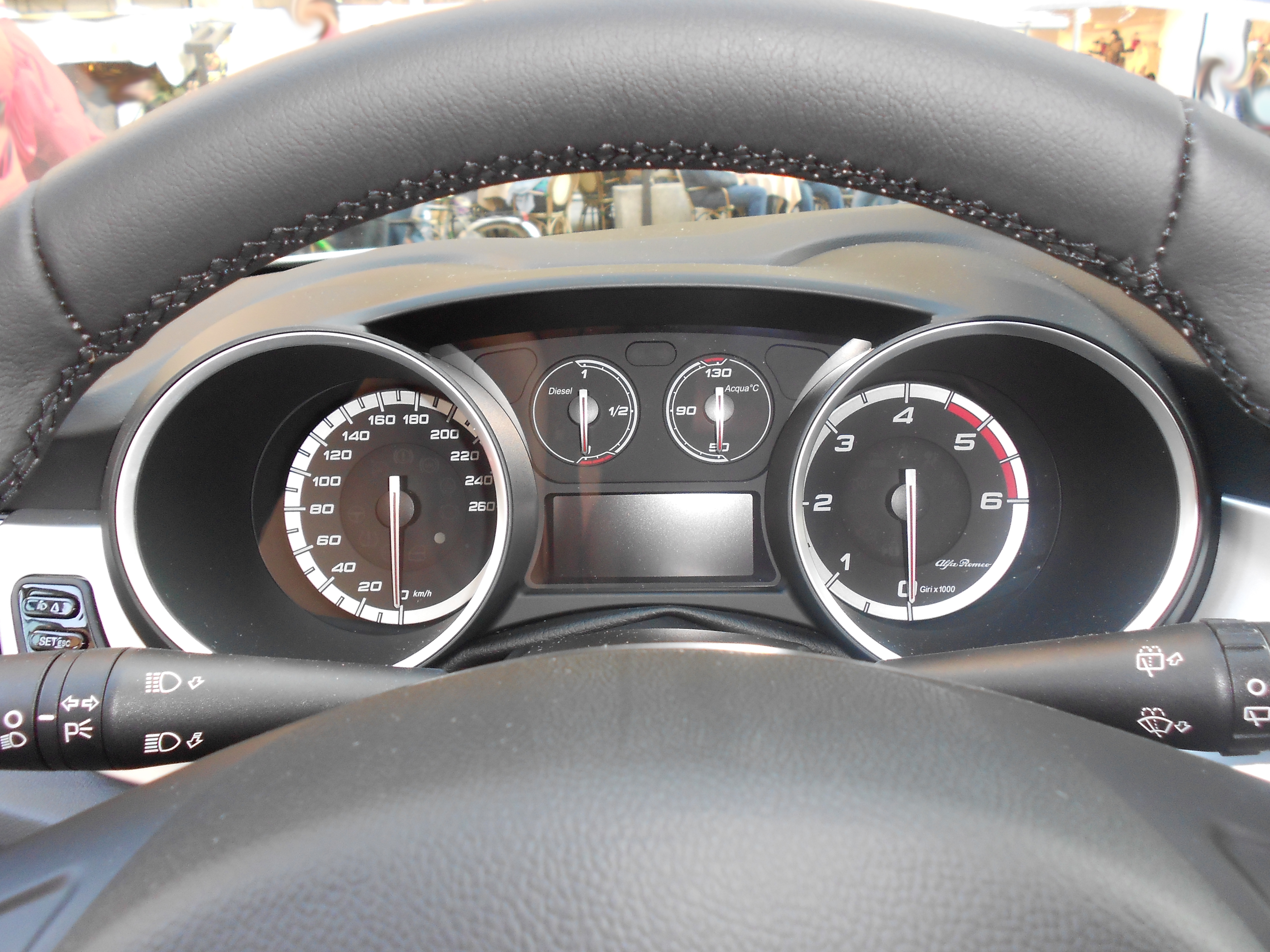
Tablero de instrumentos de un Alfa Romeo Giulietta (2010). Indica la velocidad del motor como «Giri x 1000», en italiano.

Una revolución por minuto es una unidad de frecuencia que se usa también para expresar velocidad angular.
En este contexto, se indica el número de rotaciones completadas cada minuto por un cuerpo que gira alrededor.
A veces se utiliza el término régimen de giro para referirse a la velocidad de giro expresada en revoluciones por minuto y no confundirse con la velocidad angular expresada en radianes por segundo.

## Simbolización
Para expresar un valor en revoluciones por minuto, se simboliza dicha unidad como min-1 o r/min, aunque también se utilizan símbolos de uso tradicional que no han sido fijados por las instituciones de normalización como rpm, RPM. Aunque las unidades de medida se representan normalmente con símbolos y no con abreviaturas, también existe la abreviatura r. p. m. para representar esta unidad.
En otros idiomas es posible encontrar otros símbolos como «tr/min», del francés «tours par minute»; «U/min», del alemán «Umdrehungen pro Minute»; o «giri/min», del italiano «giri al minuto».

## Relación con otras unidades
De acuerdo la Oficina Internacional de Pesas y Medidas, rpm no es una unidad coherente con el Sistema Internacional de Unidades (SI), por lo que es recomendable sustituirla o representar tales valores junto a los equivalentes expresados en unidades coherentes con el SI como min-1, Hz o rad/s. Esto se debe a que el término «revoluciones» en «rpm» o «r/min» es una anotación semántica, en lugar de una unidad de medida. 

### Frecuencia (f)
La unidad de frecuencia del Sistema Internacional de Unidades (SI) es el hercio (Hz). Cuando se expresan valores de frecuencias, de igual manera que no se identifica un hercio con un ciclo por segundo, no se expresan las revoluciones como una unidad.
{\displaystyle {\rm {1\ min^{-1}={\frac {1}{min}}={\frac {1}{60\ s}}={\frac {1}{60}}\ Hz}}}

### Velocidad angular (rad/s)
A pesar de que la velocidad angular, la frecuencia angular y la frecuencia tienen las dimensiones de 1/s (hercios o Hz), la velocidad angular y la frecuencia angular no se expresan en hercios, sino más bien en una unidad apropiada para una razón entre ángulo y tiempo. Así, la unidad de velocidad angular del SI es el radián por segundo. No obstante, el radián es una unidad adimensional y una revolución o una vuelta completa equivale a 2π radianes.
{\displaystyle {\rm {1\ rpm=1{\frac {r}{min}}={\frac {2\pi \ rad}{60\ s}}={\frac {\pi }{30}}\cdot {\frac {rad}{s}}\approx 0,10471976\ {\frac {rad}{s}}}}}

### Relación entre frecuencia y velocidad angular
La relación entre una frecuencia f que se mide en hercios y una velocidad angular o una frecuencia angular ω que se mide en radianes por segundo es: 
{\displaystyle f[\mathrm {Hz} ]={\frac {\omega \ [\mathrm {rad/s} ]}{2\pi \ [\mathrm {rad} ]}}}
o bien 
{\displaystyle \omega =2\pi \cdot f}

### Régimen de giro de una máquina eléctrica
El régimen de giro nominal de una máquina eléctrica síncrona y el régimen de sincronismo de una máquina asíncrona, puede calcularse en revoluciones por minuto mediante la siguiente fórmula:
{\displaystyle n\ \left[\mathrm {min} ^{-1}\right]=60\left[{\frac {s}{\mathrm {min} }}\right]\cdot {\frac {f\ [\mathrm {Hz} ]}{p}}=120\left[{\frac {s}{\mathrm {min} }}\right]\cdot {\frac {f\ [\mathrm {Hz} ]}{P}}}
donde f es la frecuencia de la corriente eléctrica (en Europa 50 Hz y en América 60 Hz), p son pares de polos y P es el número de polos (p=P/2).